# Fatumata Djau Baldé
Fatumata Djau Baldé là Bộ trưởng Bộ Ngoại giao người Guinea-Bissau cho đến khi xảy ra một cuộc đảo chính vào tháng 9/2003.
Bà đã đảm nhận một số vai trò trong chính phủ Guinea Bissau. Bà đã từng là Bộ trưởng Bộ Đoàn kết Xã hội và Việc làm, Bộ trưởng Bộ Du lịch và Bộ trưởng Bộ Ngoại giao. Bà là bộ trưởng bộ Ngoại giao trong chính phủ của tổng thống dân cử Kumba Yala, nhưng quy tắc của bà rất ngắn gọn vì có một cuộc đảo chính quân sự vào tháng 9 năm 2003.